# Tribistovo jezero
Tribistovo jezero nalazi se u Bosni i Hercegovini i nastalo kao akumulacija pitke vode za potrebe Posušja. Napravljeno je 1989. Nalazi se na putu za skijalište Blidinje i Blidinje jezero, a između Posušja i Rakitnog. Dužina mu je oko 500 metara, širina oko 300 metara, dok je najveća dubina oko 15 metara na najdubljim dijelovima. Oscilacije vode ovise o ljetnim sušnim periodima.